# شرطة نهر هان
شرطة نهر هان (بالكورية: 한강)؛ هو مسلسل كوري جنوبي، بطولة كون سانغ-وو، كيم هي-وون، لي سانغ-يي، بي دا-بين، شين هيون سيونغ وسونغ دونغ إيل. تم اصدار حلقتين كل اربعاء على ديزني+ ، بدا من 13 سبتمبر الى 26 سبتمبر 3202.

## القصة
هان دو جين (كوون سانغ وو) هو ضابط شرطة في مركز شرطة نهر هان. إنه شخص مليء بالعدالة. زميله ضابط الشرطة لي تشون-سيوك (كيم هي-وون)، لديه شخصية معاكسة تمامًا عن هان دو-جين. يعمل ايضاً في مركز الشرطة دو نا-هي (داي دا-بين) وكيم جي-سو (شين هيون-سيونغ). يعمل الضباط هناك على حماية المواطنين الذين يأتون للاستمتاع بنهر هان والمنطقة المحيطة به، وحل الجرائم التي تحدث هناك.

## طاقم
- كون سانغ-وو في دور هان دو-جين: ضباط في شرطة نهر هان[4]
- كيم هي-وون في دور لي تشون-سيوك: قائد فريق[4]
- لي سانغ-يي في دور جو جي-سيوك[4]
- باي دا-بين في دور نا دو هي: رقيب في شرطة نهر هان[4]
- شين هيون-سيونغ في كيم جي-سو: فرد في شرطة نهر هان[4]
- سونغ دونغ-ايل في دور الكابتن دو: قائد شرطة نهر هان[4]
- سيو يونغ-هي في دور يون هيو سون[5]
- بارك هو سان في دور كيم تشول[5]
- هان جي هاي في دور إيون سوك، زوجة اخ الضابط دو جين الراحل.[5]
- تشوي مو سيوك في دور هوانغ مان-سيوك[6]

## الإنتاج
المسلسل بمثابة لم شمل الممثل كون سانغ وو وسونغ دونغ-ايل، حيث عملوا معا في نداء الستارة ، الازمة اكس (2022) وفيلم محقق بالصدفة (2016).

## روابط خارجية
- شرطة نهر هان على موقع IMDb (الإنجليزية)
- شرطة نهر هان على موقع قاعدة بيانات الفيلم (الإنجليزية)
- شرطة نهر هان على هانسينما